# John Bidwell
John Bidwell (Chautauqua, Nueva York, 5 de agosto de 1819 - 4 de abril de 1900) fue conocido en Estados Unidos y en toda California como un importante pionero californiano, granjero, soldado, montañista, estadista, político, prohibicionista y filántropo. Estuvo activo en los partidos demócrata y luego en el republicano, y fue elegido en 1864 al Congreso con este último, cumpliendo un mandato.
Destacado por haber dirigido uno de los primeros partidos de emigrantes, conocido como el Partido Bartleson-Bidwell, a lo largo de la Ruta de California, y por fundar Chico, California. Recibió concesiones de tierras mexicanas, después de nacionalizarse ciudadano de esa nación, antes de la Intervención estadounidense en México, condición que lo convirtió en un rico ganadero.

## Biografía
Sus antepasados de inmigraron a América del Norte en la época colonial. Su familia se mudó a Erie (Pensilvania) en 1829, y luego al Condado de Ashtabula, Ohio en 1831. A la edad de los 17 años, asistió y poco después se convirtió en director de la Academia Kingsville.
En 1841, a la edad de 22 años, Bidwell se convirtió en uno de los primeros emigrantes en la Ruta de California. John Sutter empleó a Bidwell como su gerente comercial, poco después de que el joven llegara a California. En octubre de 1844, Bidwell fue con Sutter a Monterrey (California), donde los dos supieron de una insurrección dirigida por José Castro y el exgobernador Juan Bautista Alvarado. En 1845, Bidwell y Sutter se unieron al gobernador Manuel Micheltorena y a un grupo de estadounidenses e indios para luchar contra los insurrectos, persiguiéndolos a Cahuenga en el valle de San Fernando, donde son derrotados en la batalla de Providencia. Micheltorena, Sutter y Bidwell fueron encarcelados, el primero dejó el gobierno en manos de Pio Pico y los dos últimos fueron liberados poco después.
Al ser liberado, Bidwell se dirigió hacia el norte a través de Placerita Canyon (Santa Clarita), vio las operaciones mineras y estuvo determinado en buscar oro a su manera en Sutter's Mill, donde conoció a James W. Marshall. Poco después del descubrimiento de oro por parte de Marshall, Bidwell también descubrió oro en el río de las Plumas en abril de 1848, estableciendo un reclamo productivo en Bidwell Bar (Oroville), antes de la fiebre del oro californiana. Bidwell obtuvo la concesión de cuatro tierras cuadradas en el Rancho Los Ulpinos después de ser naturalizado como ciudadano mexicano en 1844, y las dos concesiones de Rancho Colus en el Río Sacramento en 1845. Más tarde, vendió su última subvención para comprar el Rancho Arroyo Chico sobre un afluente en Chico, para establecer un rancho y una granja.
Bidwell obtuvo el rango de mayor mientras luchaba en la Guerra mexicano-estadounidense. Fue elegido para el Senado de California en 1849. Supervisó la realización del censo federal de California en 1850 y 1860, bajo la dirección nacional de Joseph C. G. Kennedy. Bidwell sirvió como delegado a la convención nacional de 1860 del Partido Demócrata. Fue nombrado general de brigada de la Milicia de California en 1863. Después de cambiar de partido, fue delegado a la convención nacional del Partido Republicano en 1864. Ese año fue elegido miembro del Congreso de California, sirviendo desde 1865 hasta 1867.
En 1865, el general Bidwell respaldó una petición de los colonos en Red Bluff; para proteger la "ruta Red Bluff", California hacia las Minas Owyhee en Idaho. El Ejército de Estados Unidos le encargó siete fortalezas, para este propósito. Un sitio estaba cerca del "Paso Fandango" en la base de las Montañas Warner, en el extremo norte del "Surpise Valley" (Valle de la Sorpresa), cerca de la frontera con Nevada. El 10 de junio de 1865 se ordenó construir lo que se llamaría Fort Bidwell. El fuerte se construyó en medio de una lucha, cada vez mayor, con los indios shoshones del este de Oregón y el sur de Idaho. Fue una base para las operaciones del Ejército de EE. UU. En la Guerra de las Serpientes, que duró hasta 1868, y la posterior Guerra Modoc. Aunque el tráfico disminuyó en la "ruta Red Bluff", una vez que el Ferrocarril del Pacífico Central se extendió a Nevada en 1868, dicho Ejército se desplegó en el Fort Bidwell hasta 1890 para sofocar varios levantamientos y disturbios. Un reserva paiute y la comunidad pequeña mantienen aún el nombre de "Fort Bidwell".
En 1868, Bidwell tenía unos 49 años cuando se casó con Annie Kennedy, a quien había cortejado durante años. Tenía 20 años menos y era hija de Joseph C. G. Kennedy. Su padre era socialmente prominente, un funcionario de alto rango de Washington que supervisaba la Agencia de Censo de los Estados Unidos. Bidwell la había conocido mientras trabajaba en el censo de California. El mayor Kennedy estuvo activo en el partido Whig. Annie Kennedy era profundamente religiosa, se unió a la Iglesia Presbiteriana y se comprometió con una serie de causas morales y sociales. Los Kennedy-Bidwell fueron activistas en los sufragios y movimientos de prohibición.
La pareja se casó el 16 de abril de 1868 en Washington, DC con el presidente Andrew Johnson y el futuro presidente Ulysses S. Grant entre los invitados. Después de que él regresó con ella a Chico, los Bidwell usaron su amplia mansión para el entretenimiento de amigos e invitados oficiales. Contándose ellos, el presidente Rutherford B. Hayes, el general William T. Sherman, Susan B. Anthony, Frances Willard, el gobernador de California A. Leland Stanford, John Muir, Joseph Dalton Hooker y Asa Gray.
En 1875, Bidwell se postuló para Gobernador de California en el puesto o asiento del Partido Anti-Monopoly. Como un fuerte defensor del Movimiento por la Templanza, fue el candidato de la Prohibición para gobernador en 1880 y presidió la convención estatal del Partido de la Prohibición en 1888. [2] En 1892, Bidwell fue el candidato del Partido de la Prohibición para Presidente de los Estados Unidos. [2] La fórmula Bidwell/Cranfill quedó en cuarto lugar y recibió 271,058 votos o 2.3% en todo el país. Fue el total más grande y el porcentaje más alto de votos recibidos por cualquier candidato nacional del Partido de la Prohibición.
La autobiografía de John Bidwell, Echoes of the Past, se publicó en 1900. Los documentos de la familia Bidwell se encuentran en la Biblioteca Bancroft.
El actor Howard Negley (1898-1983) interpretó a Bidwell en el episodio de 1953, "The Lady with the Blue Silk Umbrella" en la serie de antología televisiva,  Death Valley Days, presentado por Stanley Andrews. En la historia, Helen Crosby (Kathleen Case) lleva documentos oficiales del Estado de California en su paraguas, para protegerlos de los rufianes que quieren destruirlos. Rick Vallin interpretó al Teniente Bob Hastings.

## Lealtad fraternal
- Bidwell fue un masón durante un tiempo, pero dejó el grupo. Dijo que la lealtad a la fraternidad "no tenía sentido" en una carta del 17 de octubre de 1867 a Annie Kennedy, a quien había estado cortejando. Su firma aparece en el libro By-Laws of the Chico-Leland Stanford Lodge #111, en Chico, California.[10]